# Nemeskér
Nemeskér (németül: Altedlein) község Győr-Moson-Sopron vármegyében, a Soproni járásban.

## Fekvése
A Nyugat-magyarországi peremvidék része. A környék legkisebb közigazgatási területű települései közé tartozik, mindössze három települési szomszédja van: keleti és déli irányból Újkér, délnyugat-nyugat felől Egyházasfalu, északnyugat felől pedig Lövő. Kevés híja van annak, hogy nem határos északkelet felől még az amúgy távolabb fekvő Sopronkövesddel is.

### Megközelítése
Közigazgatási területén áthalad, nagyjából dél-északi irányban a Balatont Sopron térségével összekötő 84-es főút, ez a legfontosabb közúti megközelítési útvonala. Lakott területe vonatkozásában ezzel együtt is zsáktelepülésnek tekinthető, mert a főút felől csak egy bő fél kilométeres bekötőúton érhető el; ugyanez a 8625-ös út kapcsolja össze Egyházasfaluval is.
A hazai vasútvonalak közül a Sopron–Szombathely-vasútvonal érinti, de az áthaladó vonatok már nem állnak meg a területén. Nemeskér-Egyházasfalu megállóhely a bezárásáig a 8625-ös út vasúti keresztezése mellett helyezkedett el.

## Története és mai élete
Keletkezését a honfoglaló 9 magyar törzs egyikének, a Kér nemzetségnek, köszönheti. Nemeskér falut az írott források 1237-ben említik először Quer néven. 1264-ben Keer alakban fordul elő. Az 1380-as években Pusztakérként említették. A középkorban már több birtokos, közöttük a Kéri, majd az Osl nemzetség is szerzett itt területeket, utóbbiak révén az Ágoston-rendi szerzeteseknek is lett a községben birtoka és lakása. Később a Kanizsay-, majd a Nádasdy-uradalomhoz tartozott, életét ebben az időszakban a kisebb helyi birtokokkal rendelkező hatalmasságok határozták meg. A török dúlás 1529-1532 között a település teljes pusztulását okozta. A 16–17. századtól kezdve Nemeskér kisnemesi község volt. A hitújítás idején a falu evangélikussá vált, de nem lett önálló egyházközség. 1596-tól volt a falunak saját prédikátora. 1643-tól Nádasdy Ferenc katolizált. Musay Gergely evangélikus püspök ide menekült, és itt működött 1664-ig.
1651-től 1786-ig Nemeskér volt Sopron vármegye székhelye. Az 1681-es országgyűlésen artikuláris hellyé nyilvánították; ez az evangélikusok számára szabad vallásgyakorlást jelentett. Nem sokkal ezután a templomot, melybe az evangélikusok jártak, a vármegye urai elvették, de 1732-ben engedélyt adtak új templom építésére. 1796-ban állították fel a vármegyeházához vezető előépület kapujához közel Nepomuki Szent János szobrát, mint a hidak és bejáratok védőszentjét. 1777-ben leégett a nagy hírű iskola, sőt 1858-ban akkora tűzeset volt, hogy a falu háromnegyede leégett. II. József türelmi rendelete révén minden felekezet elnyerte a szabad vallásgyakorlás lehetőségét, így az artikuláris idők lezárultak. A vármegye székhelye is visszaköltözött Sopronba.
A napóleoni háborúk a települést érzékenyen érintették. A francia seregek Sopron vármegyét fél évig tartották megszállva, ez idő alatt a seregeket a falvaknak kellett ellátniuk élelemmel és szállással. Ebben az időben nagyon sok német eredetű, illetve származású család vándorolt be a faluba. E családok sokféle mesterséget űztek a településen. Szűcsök, kalaposok, asztalosok jöttek a burgenlandi részből, s mellettük a csizmadiaság is elterjedt. Ebben közrejátszott, hogy a faluhoz mindig is kevés mezőgazdasági terület tartozott, így pusztán a gazdálkodásból nemigen lehetett megélni.
Az 1848 körüli időszak komoly megpróbáltatást jelentett a falunak. Több járvány is pusztított, melyeknek a helyi lakosok tömegesen estek áldozatául. A szabadságharc idején az osztrák oldalon álló horvát katonák a szabad rablások alkalmával egy ízben az evangélikus templomot is kirabolták. 1856-ban új evangélikus, 1905-ben, pedig új katolikus iskola épült. Nemeskéri Kiss Pál, majd Inkey József voltak az utolsó földesurak. 1862-ben tornyot építettek az evangélikus templomhoz. A kapitalizmus korában az egykori nemesi falu fokozatosan a kisiparosok községévé vált, a parasztgazdaságok pedig főleg az állattartásra tértek át. 1930-ban a lakosság lélekszáma 620 volt, akik közül 42 fő tevékenykedett iparosként.
A második világháború után Nemeskér sem kerülhette el a hasonló kis települések sorsát, a körzetesítést; néhány évtizeden át Lövővel állt közös tanácsi irányítás alatt. A rendszerváltással lett újra önálló község, de az ezredforduló óta újból körjegyzőséget alkot Lövővel és Völcsejjel, az ésszerűsítést kikényszerítő gazdasági helyzet miatt. A képviselő-testület egyik fő célja az infrastrukturális hiányosságok megszüntetése volt, hogy ezáltal is növekedjék a falu népességmegtartó ereje. Mára megoldódott a vezetékes gázszolgáltatás, az ÉGÁZ Rt. révén; a csatornahálózat kivitelezése anyagiak miatt sokáig elmaradt, de 2023 tavaszán annak a kiépítése is megkezdődött, állami finanszírozással.

## Közélete

### Polgármesterei
- 1990–1994: Hajas Zoltán (független)[4]
- 1994–1998: Hajas Zoltán (független)[5]
- 1998–1999: Hajas Zoltán (független)[6]
- 2000–2002: Hajas Tünde (független)[7][8]
- 2002–2006: Joóné Nagy Csilla Emőke (független)[9]
- 2006–2010: Joóné Nagy Csilla Emőke (független)[10]
- 2010–2014: Joóné Nagy Csilla Emőke (független)[11]
- 2014–2019: Joóné Nagy Csilla Emőke (független)[12]
- 2019–2024: Joóné Nagy Csilla Emőke (független)[13]
- 2024– : Joóné Nagy Csilla (független)[1]

A településen 2000. február 13-án időközi polgármester-választást tartottak, az előző polgármester halála miatt.

## Népesség
A település népességének változása:
| Lakosok száma | 209  | 209  | 215  | 193  | 188  | 194  | 196  |
|               | 2013 | 2014 | 2015 | 2021 | 2022 | 2023 | 2024 |

A 2011-es népszámlálás során a lakosok 98,6%-a magyarnak, 2,4% németnek mondta magát (0,9% nem nyilatkozott; a kettős identitások miatt a végösszeg nagyobb lehet 100%-nál). A vallási megoszlás a következő volt: római katolikus 59,7%, református 0,5%, evangélikus 25,6%, felekezeten kívüli 0,5% (13,7% nem nyilatkozott).
2022-ben a lakosság 92,6%-a vallotta magát magyarnak, 1,1% németnek, 2,7% egyéb, nem hazai nemzetiségűnek (6,9% nem nyilatkozott; a kettős identitások miatt a végösszeg nagyobb lehet 100%-nál). Vallásuk szerint 49,5% volt római katolikus, 20,7% evangélikus, 2,1% református, 0,5% egyéb katolikus, 3,2% felekezeten kívüli (23,9% nem válaszolt).

## Nevezetességei
- A település egyik fő látnivalója az evangélikus templom, mely 1732-ben épült, tornyát 1862-ben építették hozzá. Különlegessége a templombelső, faépítmény, szép faragású oltár és szószék.
- A régi vármegyeháza a község közepén ma is áll méteres vastagságú falaival, boltozatos termeivel. 1669-ben építették. A 20. század elején a porkolábok lakásait és az alattuk lévő pincebörtönöket lebontották, mindössze a kőkapu oszlopai, Nepomuki Szent János püspökruhás kőszobra maradt meg.
- Szent László római katolikus templom - középkori eredetű barokk épület
- Szent Anna olvasni tanítja Máriát - 1711-ben készült barokk szobor a római katolikus templom parkjában[17]
- Nepomuki Szent János-szobor (barokk) a római katolikus templom mellett
- avar kori vasolvasztók maradványait találták meg a falu határában. Jelentősége, hogy Nemeskéren az ismert két hazai kohótípustól eltérő olvasztókemencét találtak. Az itteni olvasztókemencék nem műhelygödrökben álltak. Egy 30 cm átmérőjű kormos, alig lemélyített kemencefenék (medence) szélén félkör alakban álltak a kohó falának 10 cm széles, íves darabjai. Típusa szerint: magas felépítésű, szabadon álló agyagkemencék. A honfoglalás korában a Kér törzsből idetelepítettek egy csoportot, hogy kohászként a törzsi fegyvereseket lássák el vassal. Bár csak öt vasolvasztó-kemencét, három kovácsműhelyt és öt faszénégető boksát tártak fel, a törmelékhalmaz nagysága szerint itt még több száz olvasztókemence maradványai rejtőzhetnek a föld mélyében.
- A települést érinti a Szent Márton európai kulturális útvonalhoz kapcsolódó, Szombathelytől Pozsony felé vezető gyalogos vándorút (Via Sancti Martini).[18]

## Nevezetes személyek
- 1644 és 1664 között Nemeskéren él Musay Gergely evangélikus püspök, egyházszervező[19]
- Nemeskéren született Horváth Sámuel (1753–1826) evangélikus lelkész, egyházi író[20]
- Itt született Ziegler Sándor Mihály, Gárdonyi Géza édesapja

## Képgaléria

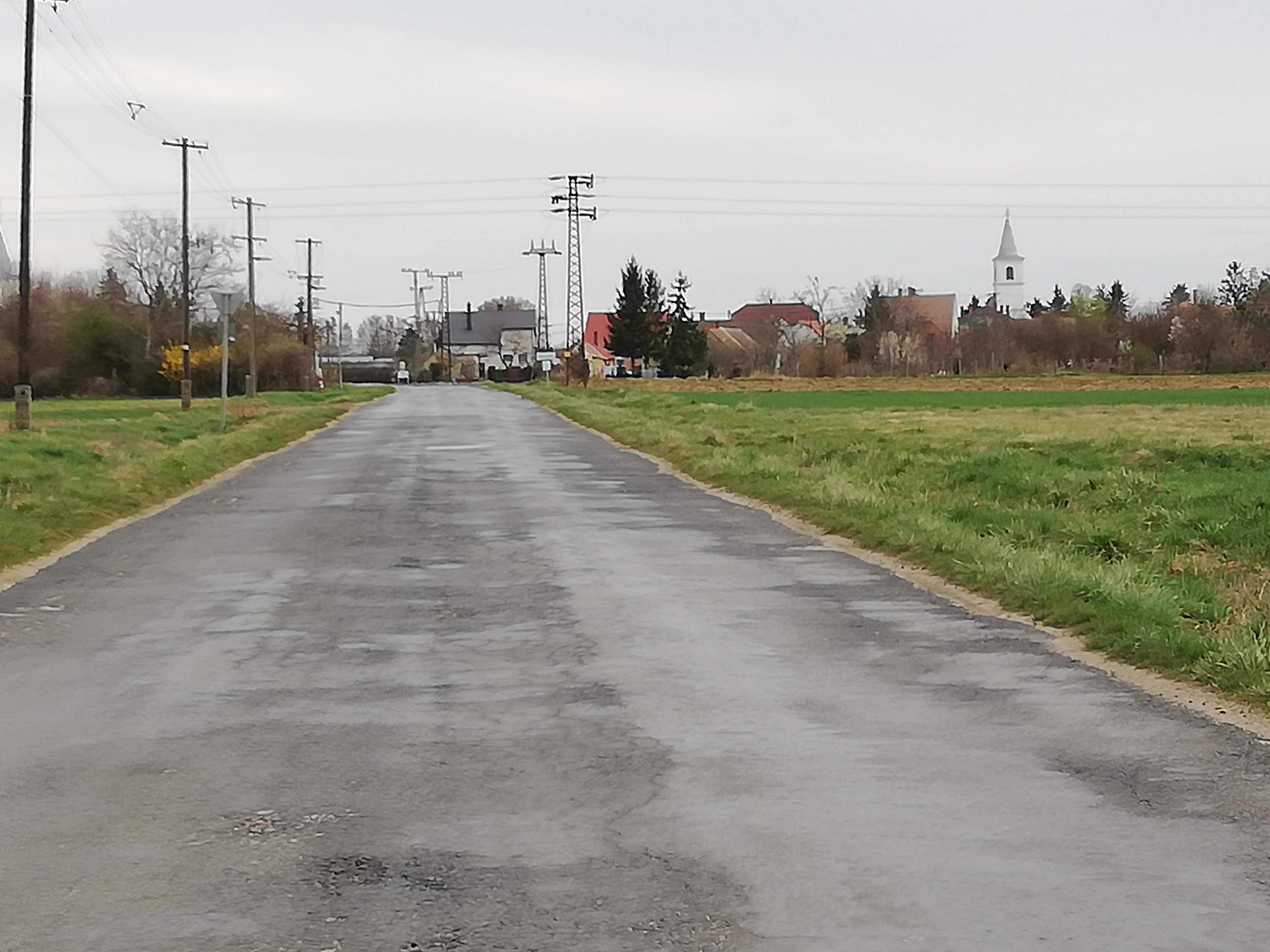
A falu a 84-es főút felől
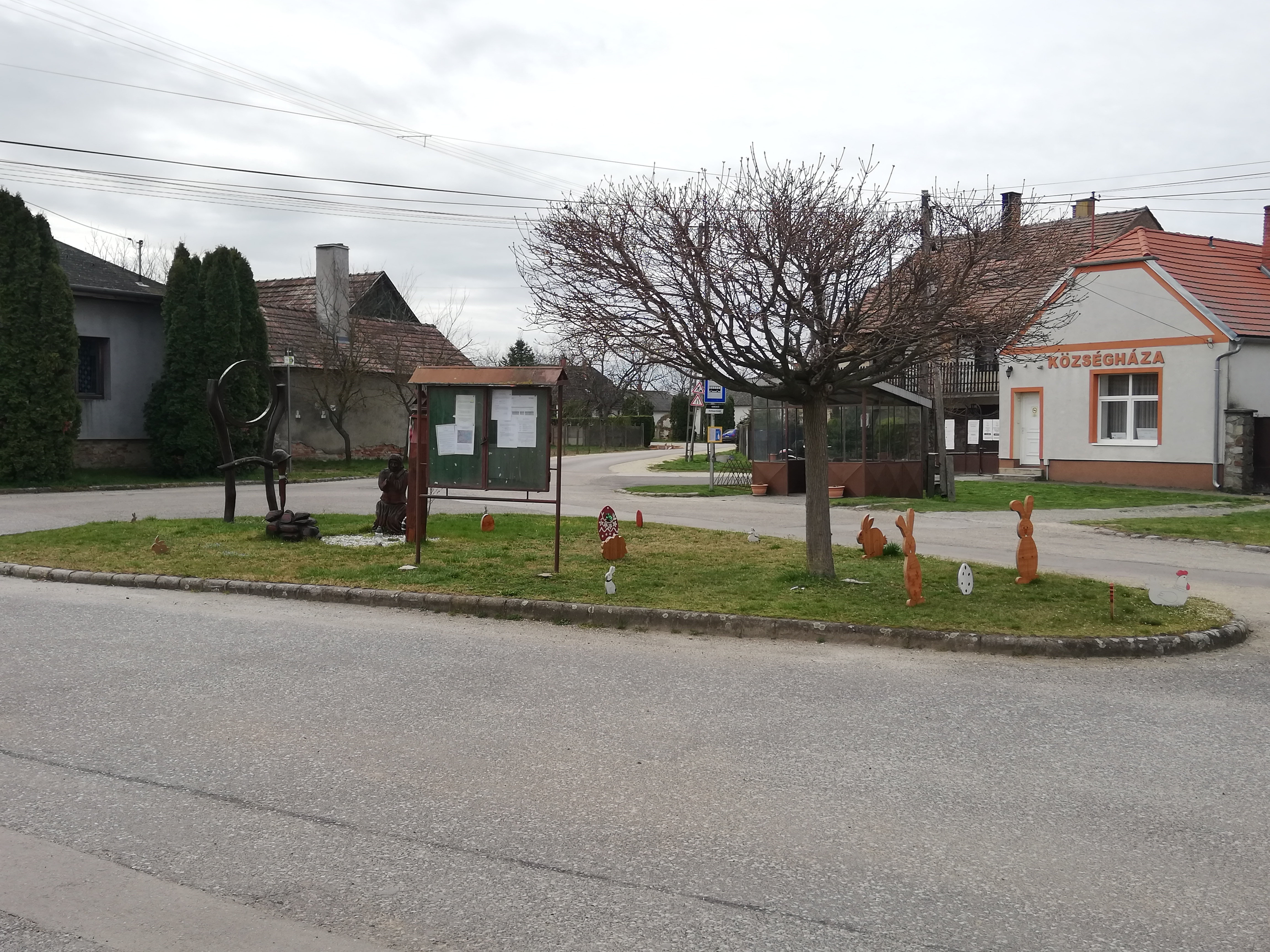
A buszforduló a községházával
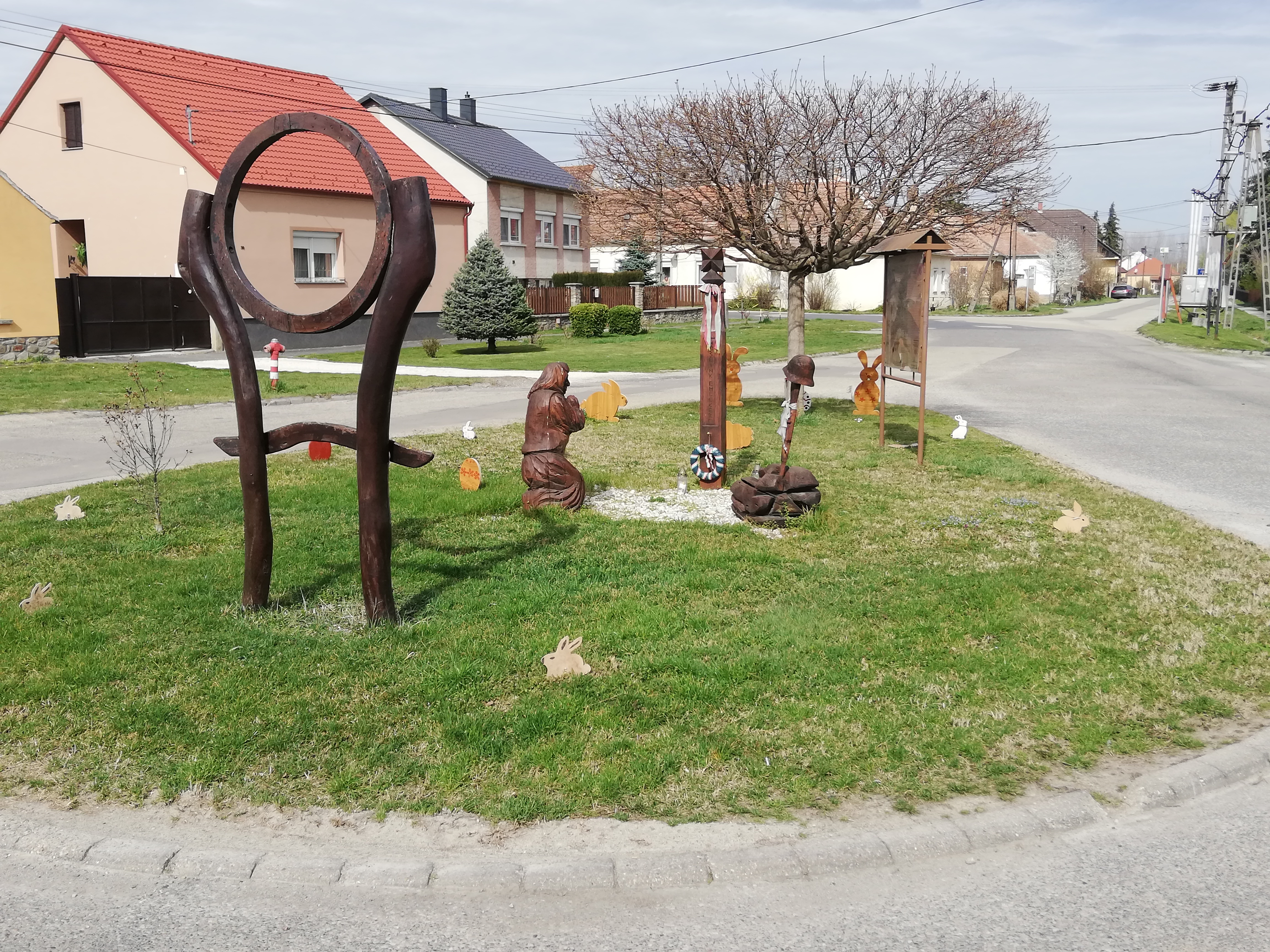
Szoboregyüttes a központban
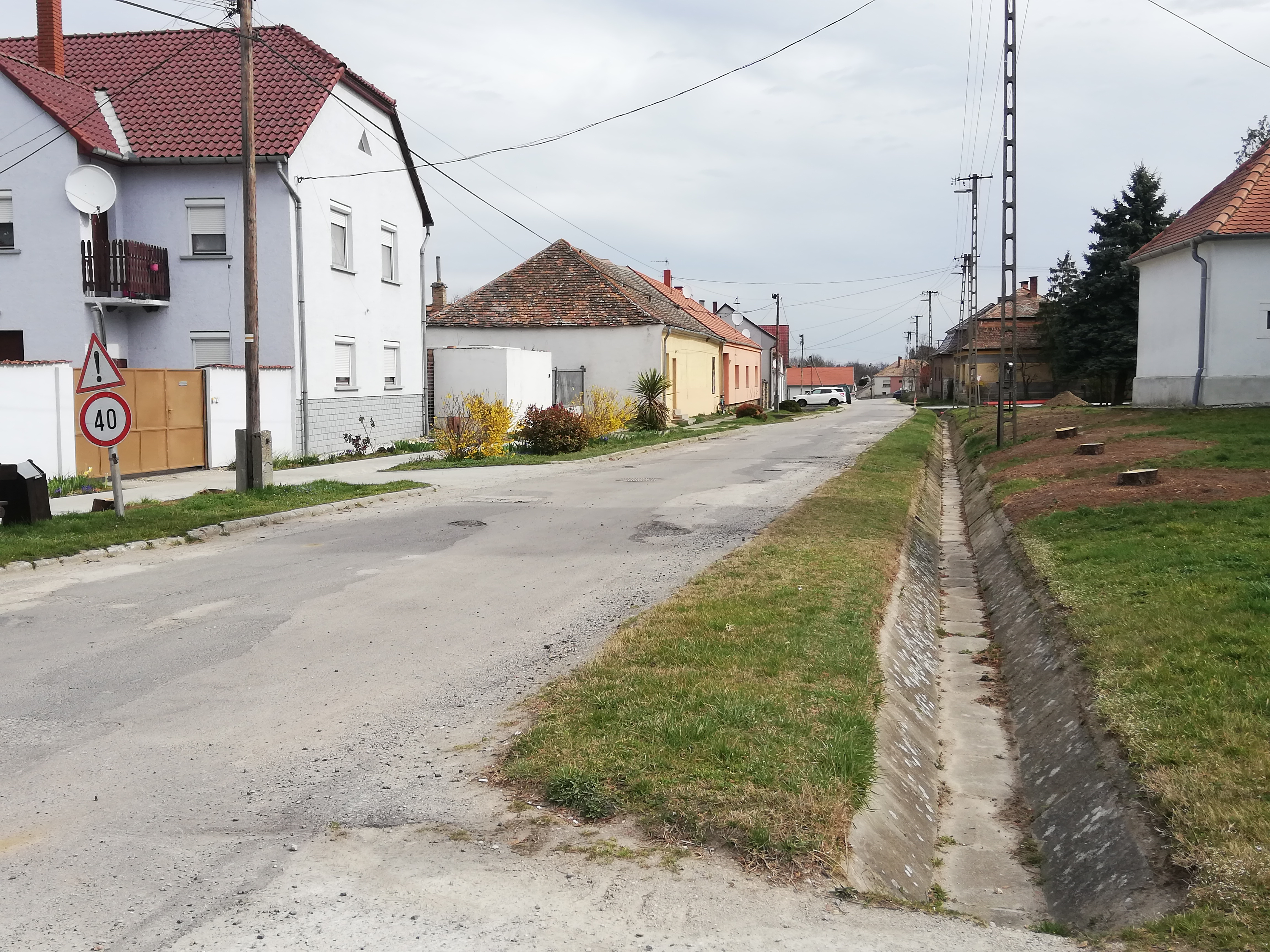
Utcakép a központtól kelet felé nézve
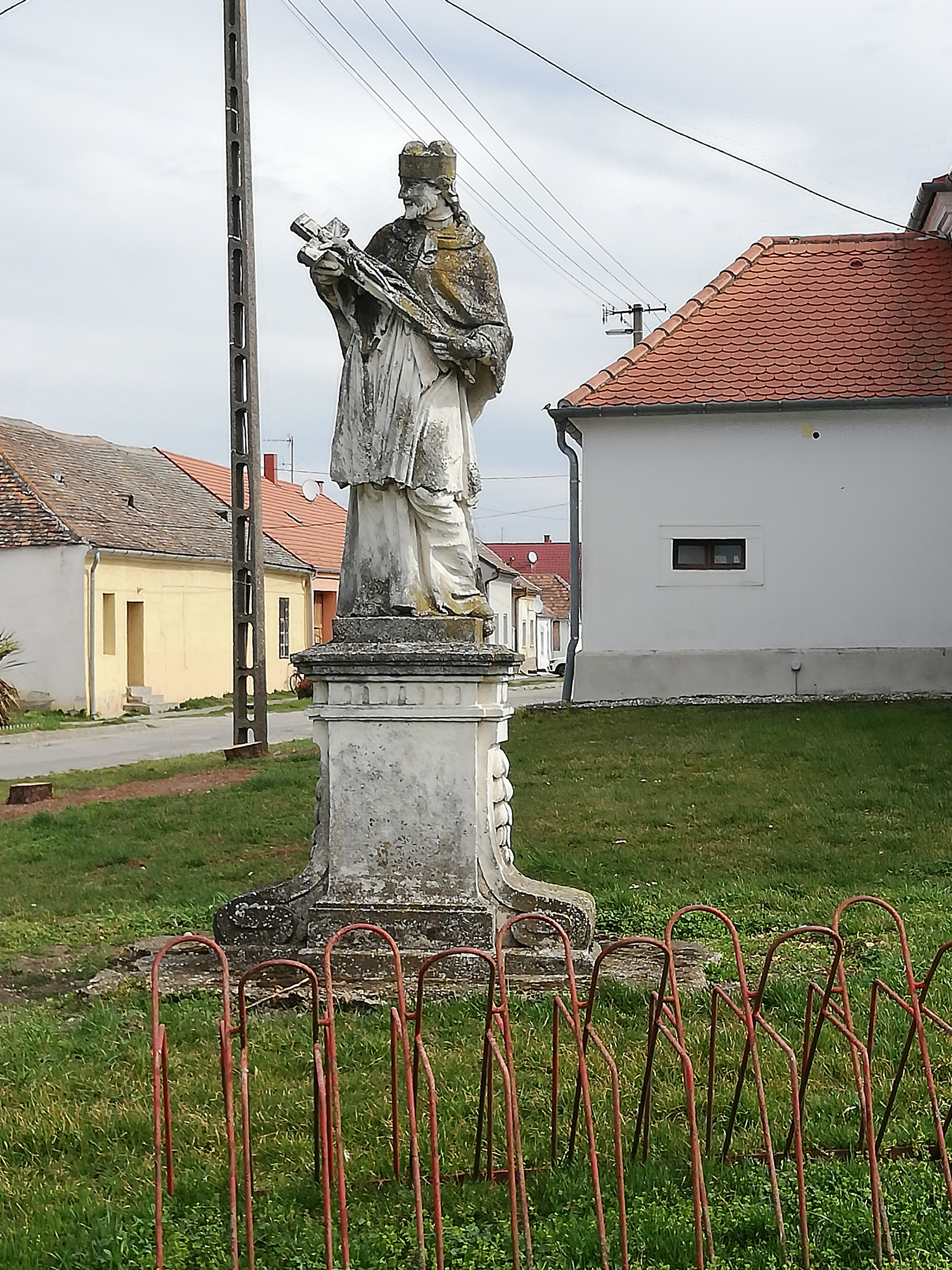
Nepomuki Szent János szobra
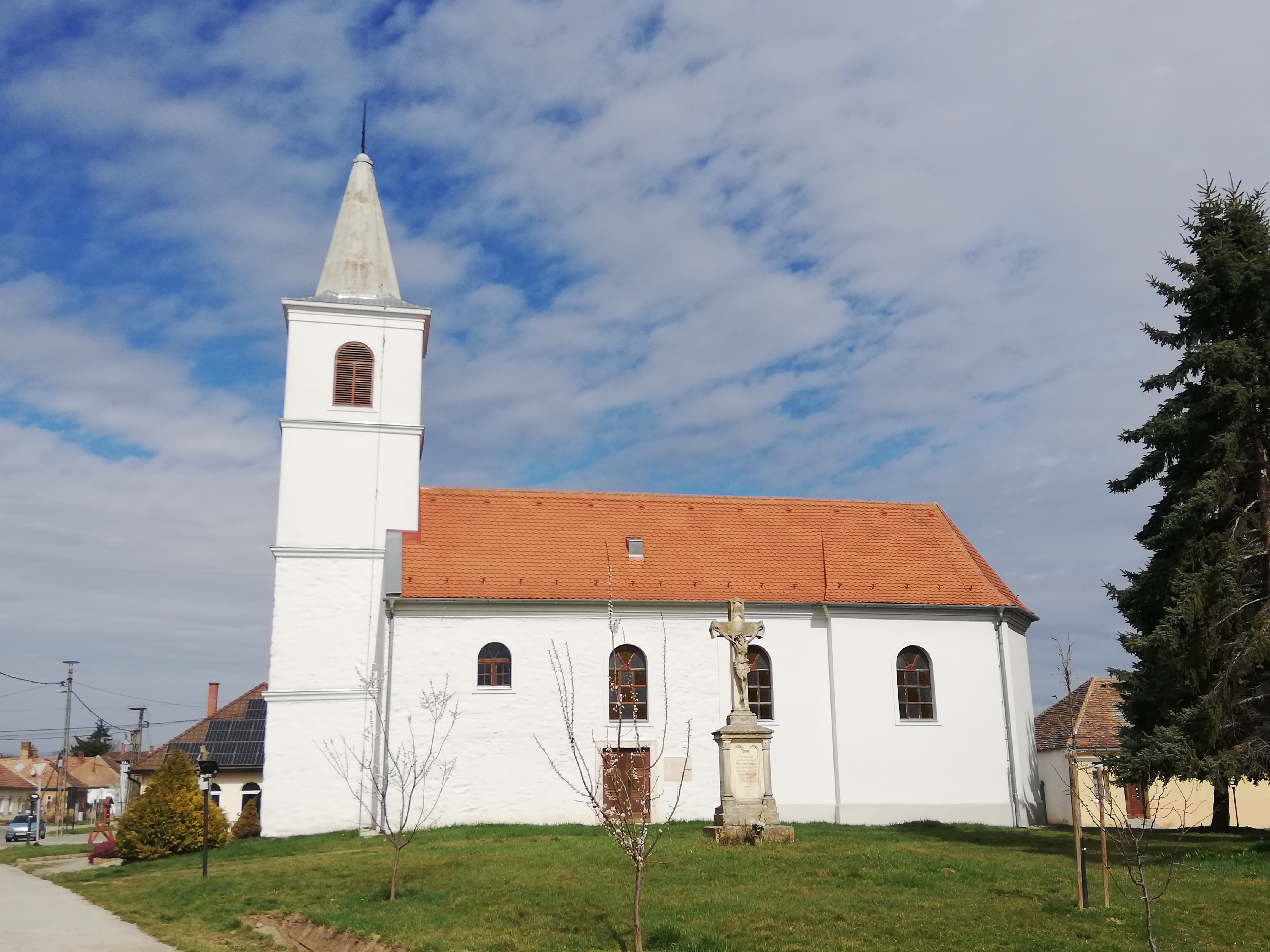
Szent László király-templom
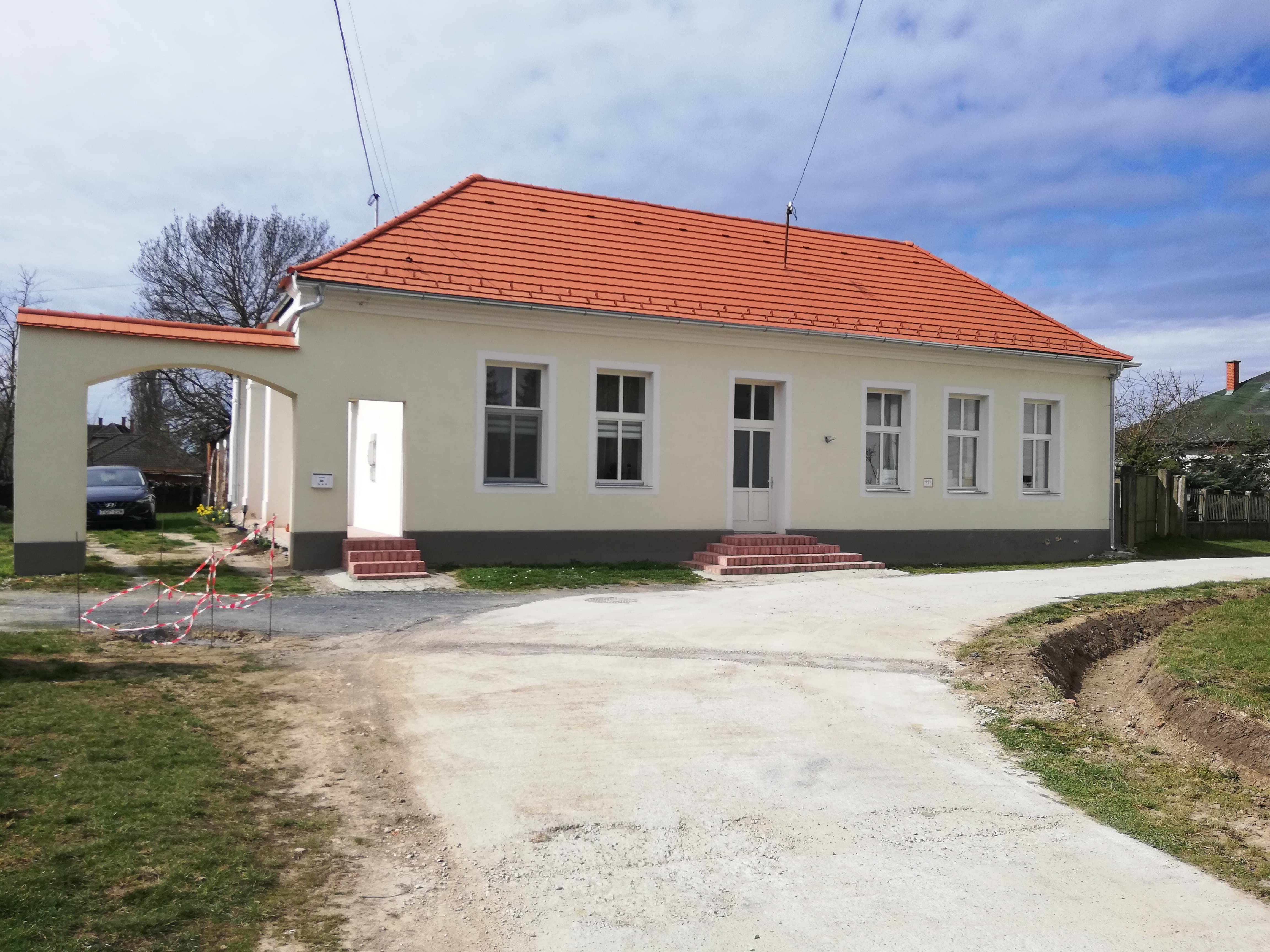
Művelődési ház (felújítás alatt)
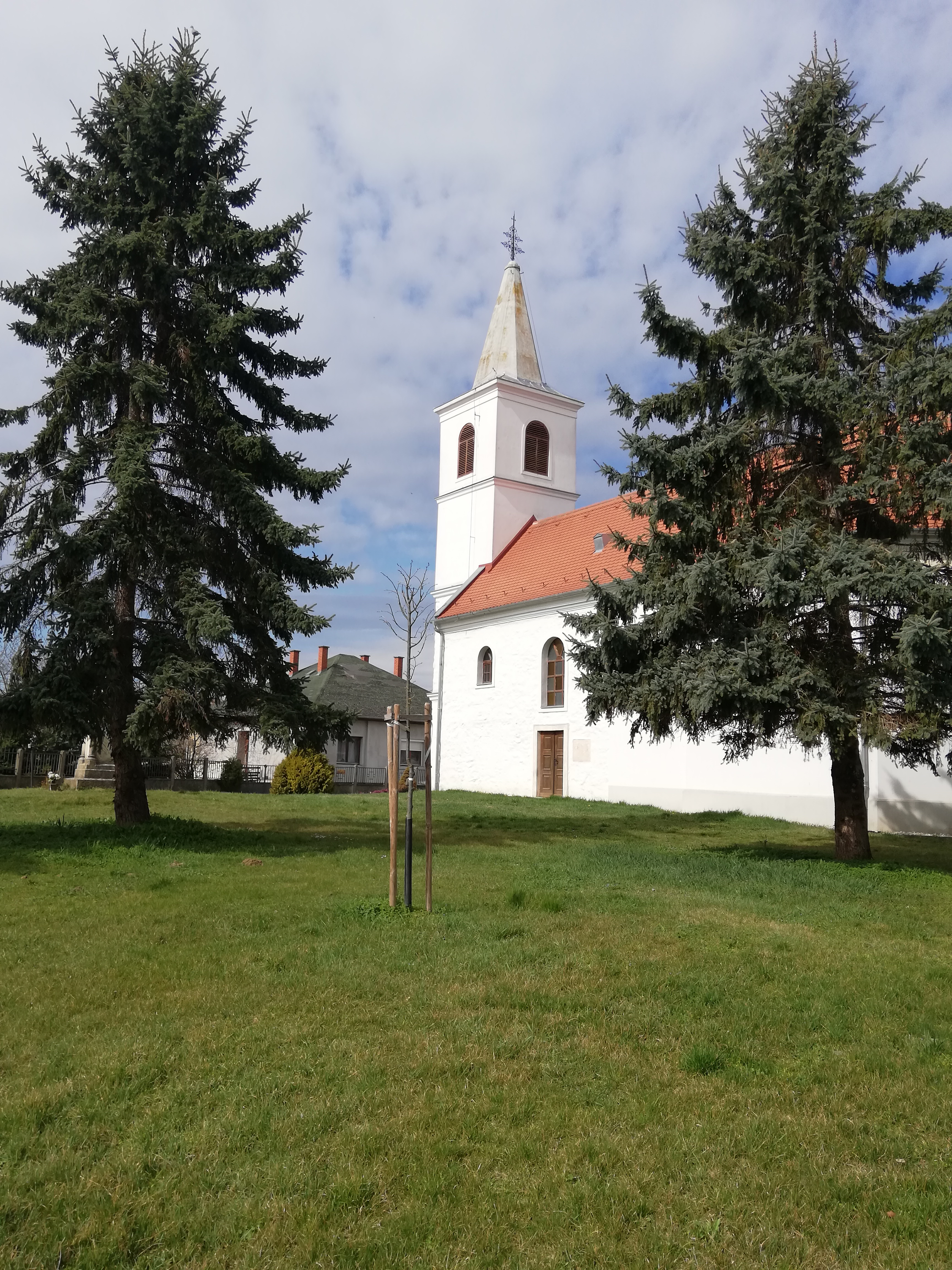
Templom a fenyők között
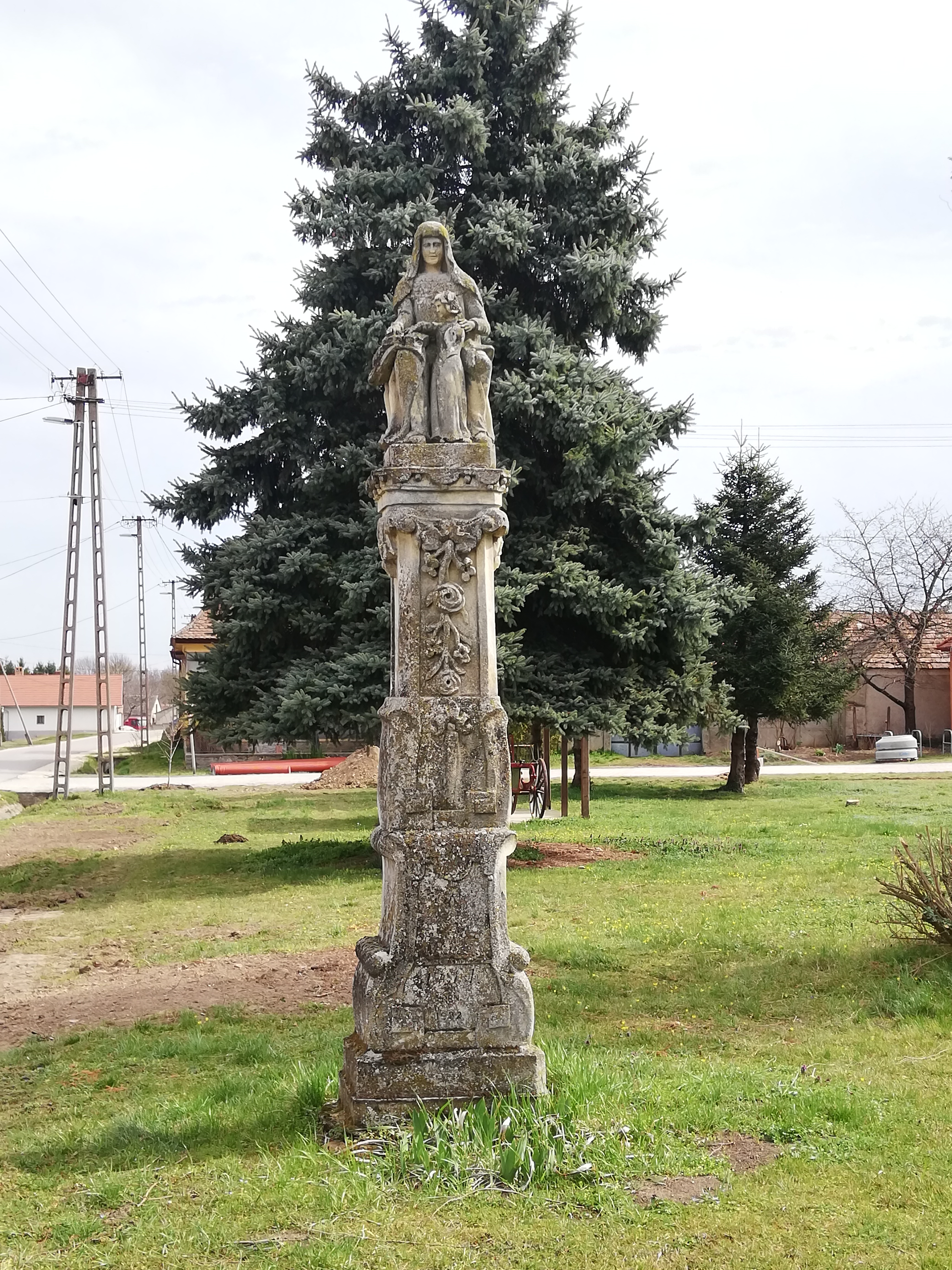
"Szent Anna olvasni tanítja Máriát" szobor
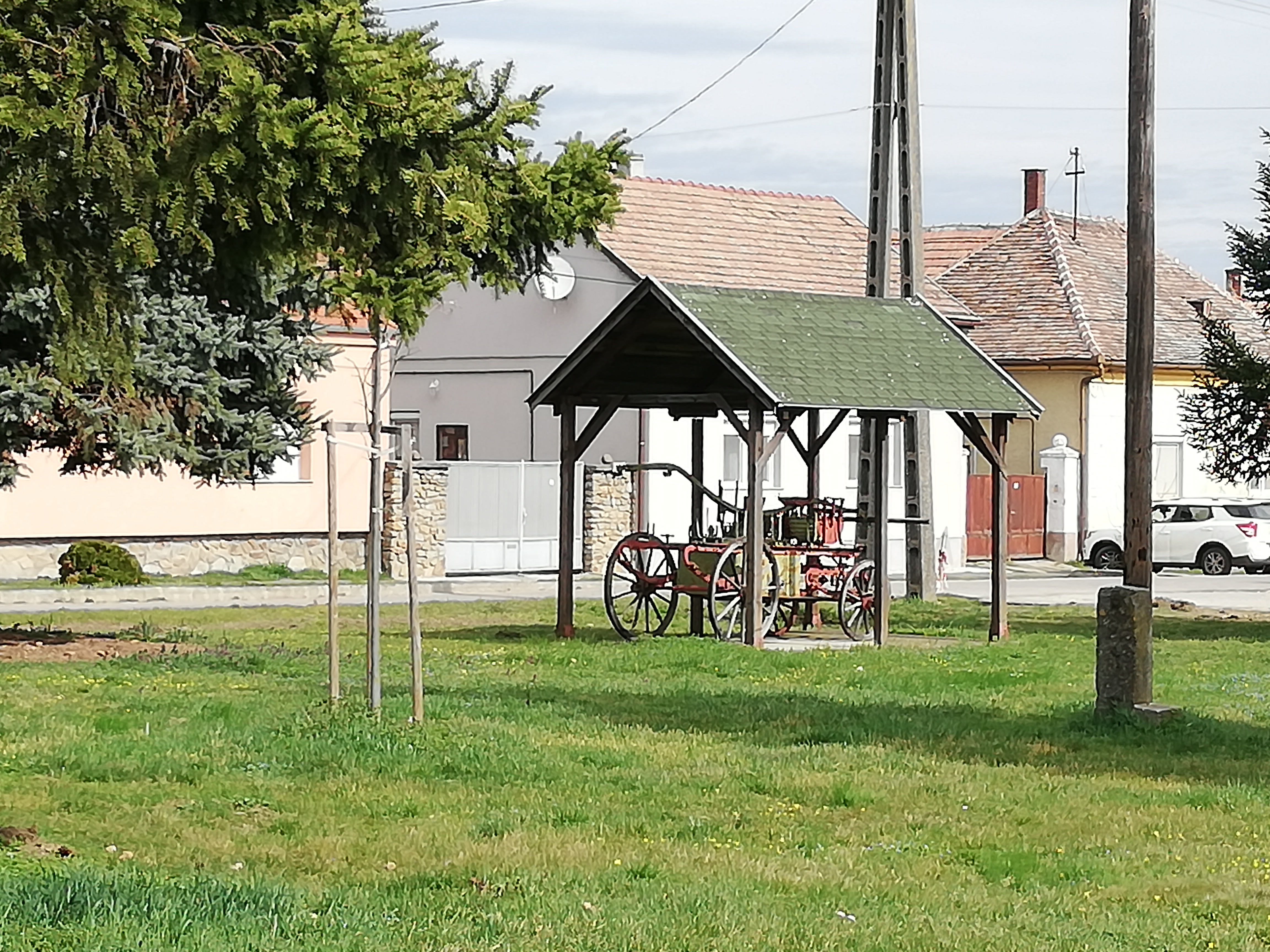
Régi tűzoltószekér
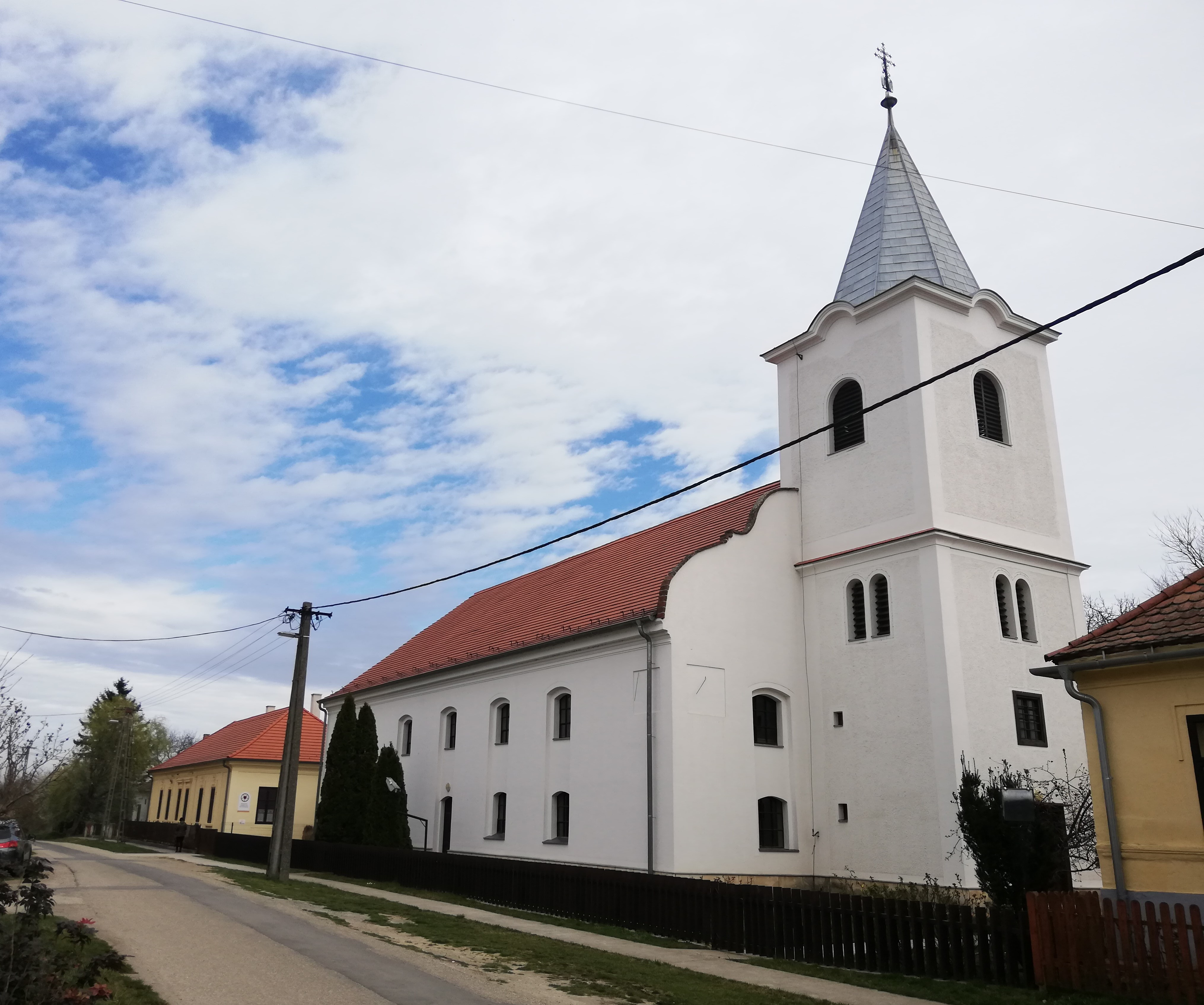
Evangélikus templom
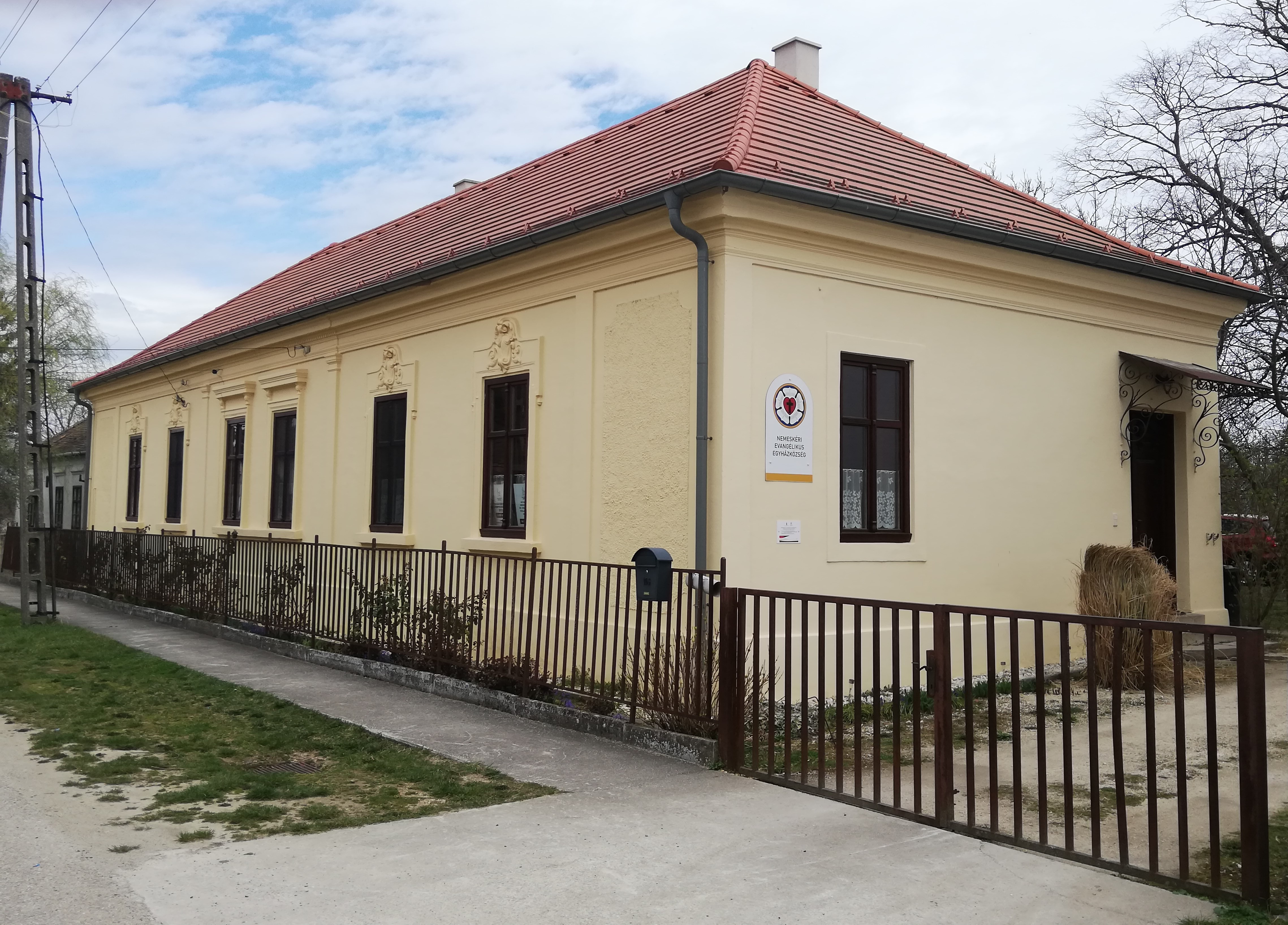
Az evangélikus egyházközség épülete
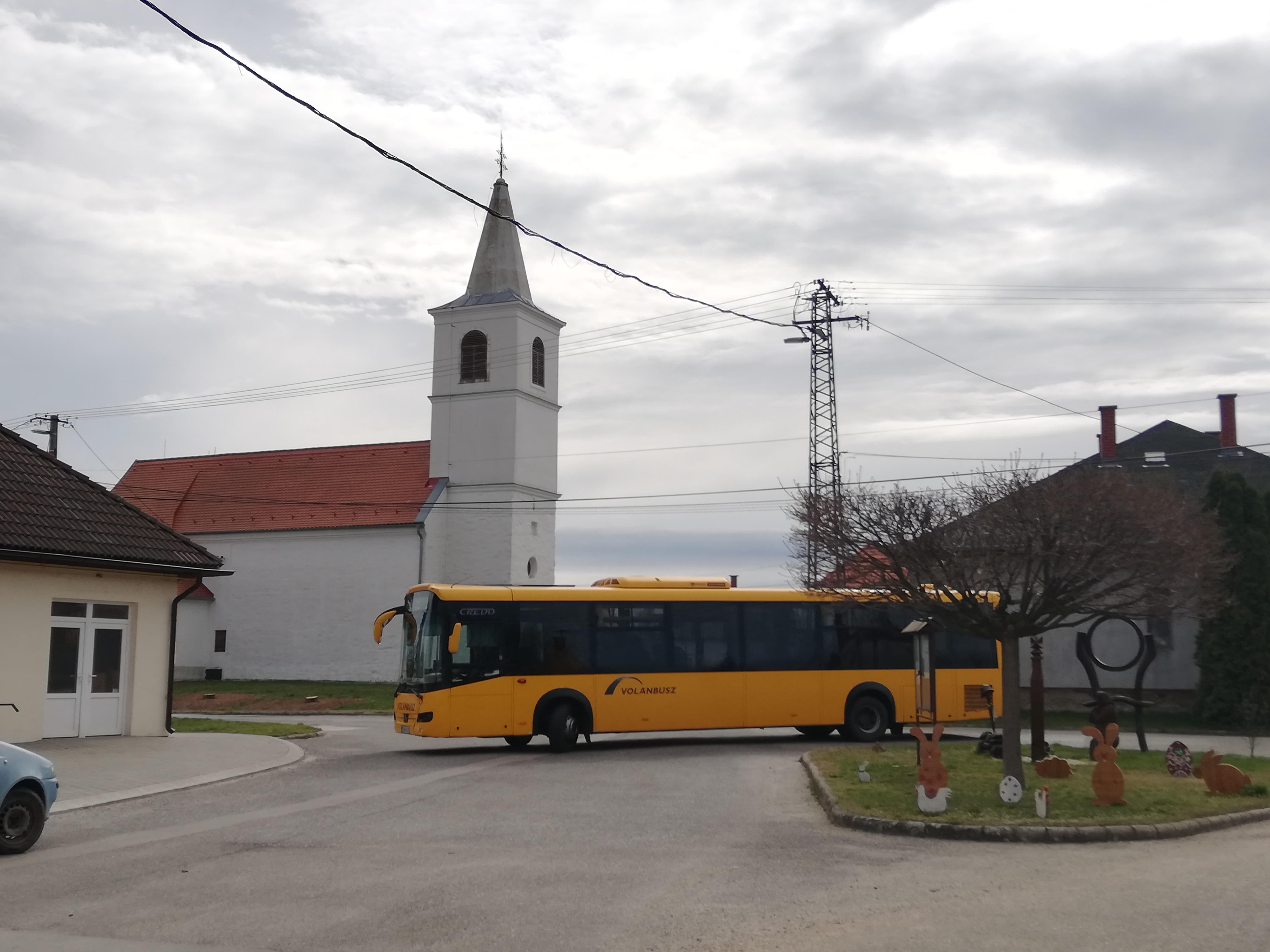
Busz fordul Nemeskér központjában